# 斯維特列 (克拉斯諾赫拉德區)
49°32′52″N 35°33′0″E / 49.54778°N 35.55000°E
斯維特萊（烏克蘭語：Світле）是位於烏克蘭東部的村莊，由哈爾科夫州别列斯京区的克拉斯諾赫拉德市鎮負責管轄。該村始建於1828年，面積1.09平方公里，海拔高度159米，2001年人口111，人口密度每平方公里101.5人。